# Устие
 Тази статия е за географския обект.  За селото в Русия вижте Устие (село).  
У̀стие на река се нарича областта, където реката се влива в друга река, езеро, море, океан или в друг воден басейн. Това е мястото, където прясната и морската вода се смесват и се получава средносолена вода.
Съществуват 2 основни вида речни устия според начина на вливане – делта и естуар. Естуарът може да прерасне в лагуна или лиман. Така наречената естуарна делта е характерна за устието на река Амазонка. В пустинните райони, където реките сезонно пресъхват, се наблюдава „сляпо устие“, което мени местоположението си.